# فتلشوس
فتلشوس (به آلمانی: Vettelschoß) یک شهر در آلمان است که در نویوید واقع شده‌است. فتلشوس ۳٬۳۸۷ نفر جمعیت دارد.